# Priya Sarukkai Chabria
Priya Sarukkai Chabria (Chennai, 1955) è una poetessa e scrittrice indiana che scrive in lingua inglese.
È stata insignita del premio per il contributo eccezionale alla letteratura dal governo indiano.

## Biografia
Nata a Chennai, è figlia di Saroja Kamakshi e Vasu Gopalan Sarukkai. La sorella è la danzatrice bharatanatyam Malavika Sarukkai. Ha studiato presso la Cathedral and John Connon School e si è laureata in Lettere presso il St. Xavier's College (Mumbai), conseguendo anche un diploma post-laurea in Comunicazione di massa.

## Carriera
Ha scritto quattro raccolte poetiche, due romanzi di narrativa speculativa, traduzioni dal Tamil classico, volumi di saggistica e ha curato due antologie poetiche. È fondatrice e direttrice della rivista online Poetry at Sangam.
Ha pubblicato una riscrittura del Gitanjali di Rabindranath Tagore, mantenendo idee e sentimenti originali, aggiornando però il linguaggio e la forma.
Fa parte del Consiglio Consultivo del G100 e del Writers Immersion and Cultural Exchange in Australia.
Le sue poesie sono state tradotte in varie lingue indiane ed europee.
Ha partecipato a numerose residenze e presentazioni internazionali, incluse: Writer’s Centre (Norwich), Sun Yat-sen University (Cina), Jaipur Literature Festival, e altre. Ha curato seminari per Sahitya Akademi, la Raza Foundation, e Sahapedia.

## Vita privata
È sposata con il professore Suresh Chabria, già direttore del National Film Archive of India di Pune.

## Premi
Ha ricevuto un riconoscimento per il Contributo Straordinario alla Letteratura dal governo indiano. Ha vinto il premio di traduzione Muse India 2017 con Ravi Shankar per Andal: The Autobiography of A Goddess.
Ha ricevuto il premio per la narrativa sperimentale in The Best Asian Speculative Fiction 2018.
Il suo romanzo Clone è stato definito tra i migliori del 2018 da The Feminist Press.

## Opere principali

### Poesia
- Sing of Life: Revisioning Tagore’s Gitanjali, Context, Westland, 2021.
- Calling Over Water, Mumbai, Paperwall Media & Publishing Pvt. Ltd, 2019.
- Not Springtime Yet, New Delhi, HarperCollins Publishers India, 2008.

### Romanzi
- Clone, New Delhi, Zubaan, University of Chicago Press, 2019.
- Generation 14, New Delhi, Penguin Books, 2008.

### Saggistica
- Bombay/Mumbai: Immersions, New Delhi, Niyogi Books, 2013.